# Andrei Dmitrijewitsch Bokowoi
Andrei Dmitrijewitsch Bokowoi (russisch Андрей Дмитриевич Боковой; * 4. September 2000) ist ein russischer Fußballspieler.

## Karriere
Bokowoi begann seine Karriere bei Zenit St. Petersburg. Im Februar 2019 wechselte er zu Almas-Antei St. Petersburg. Zur Saison 2019/20 wechselte er in die Jugend des FK Sotschi.
Im März 2020 stand er gegen den FK Orenburg erstmals im Kader der Profis. Sein Debüt in der Premjer-Liga gab er schließlich im Juni 2020, als er am 23. Spieltag der Saison 2019/20 gegen den FK Rostow in der 69. Minute für Alexander Kokorin eingewechselt wurde. Bis Saisonende kam Bokowoi zu zwei Einsätzen in der höchsten russischen Spielklasse. Zur Saison 2020/21 rückte er fest in den Kader der Profis von Sotschi. Nach insgesamt vier Einsätzen in der Premjer-Liga wechselte er im Februar 2021 zum Zweitligisten Weles Moskau.